# Sipocot
Sipocot is een gemeente in de Filipijnse provincie Camarines Sur op het eiland Luzon. Bij de laatste census in 2007 had de gemeente bijna 58 duizend inwoners.

## Geografie

### Bestuurlijke indeling
Sipocot is onderverdeeld in de volgende 56 barangays:
| - Aldezar - Alteza - Anib - Awayan - Azucena - Bagong Sirang - Binahian - Bolo Norte - Bolo Sur - Bulan - Bulawan - Cabuyao - Caima - Calagbangan - Calampinay - Carayrayan | - Cotmo - Gabi - Gaongan - Impig - Lipilip - Lubigan Jr. - Lubigan Sr. - Malaguico - Malubago - Manangle - Mangapo - Mangga - Manlubang - Mantila - North Centro | - North Villazar - Sagrada Familia - Salanda - Salvacion - San Isidro - San Vicente - Serranzana - South Centro - South Villazar - Taisan - Tara - Tible - Tula-tula - Vigaan - Yabo |

## Demografie
Sipocot had bij de census van 2007 een inwoneraantal van 57.861 mensen. Dit zijn 1.285 mensen (2,3%) meer dan bij de vorige census van 2000. De gemiddelde jaarlijkse groei komt daarmee uit op 0,31%, hetgeen lager is dan het landelijk jaarlijks gemiddelde over deze periode (2,04%). Vergeleken met de census van 1995 is het aantal mensen met 4.469 (8,4%) toegenomen.

De bevolkingsdichtheid van Sipocot was ten tijde van de laatste census, met 57.861 inwoners op 243,43 km², 237,7 mensen per km².